# ActRaiser 2
ActRaiser 2 (Japans: アクトレイザー２) is een platformspel ontwikkeld door Quintet voor de Super Nintendo Entertainment System (SNES). Het spel werd op 29 oktober 1993 uitgebracht in Japan door Enix. Het spel is het vervolg op ActRaiser. De speler speelt "The Master" een soort god uit de hemel en moet de slechtheid bestrijden.

## Ontvangst
| Beoordeeld door                 | Datum         | Score |
| ------------------------------- | ------------- | ----- |
| GamePro (USA)                   | november 1993 | 90%   |
| Electronic Gaming Monthly (EGM) | november 1993 | 88%   |
| Mega Fun                        | december 1993 | 86%   |
| Game Players                    | december 1993 | 85%   |
| IGN                             | 26 juni 2008  | 75%   |
| Game Zero                       | december 1994 | 70%   |
| Total! (Duitsland)              | januari 1994  | 65%   |
| SUPER-NES.COM                   | 2008          | 60%   |
| The Video Game Critic           | 14 april 2012 | 25%   |